# 大浦キャンプ場
大浦キャンプ場（おおうらキャンプじょう、Oura-campground）は、東京都新島村の式根島にあるキャンプ場である。

## 概要
大浦キャンプ場は、大浦海水浴場に隣接している。夏季に使用可能（もう一つのキャンプ場である釜の下キャンプ場は、春季（ゴールデンウィークを除く）、秋季に利用可能）。夕方には海に落ちていく夕日を、夜には満天の星を望むことができる。焼き場、水道、トイレ、自動販売機が設置されている。新型コロナウイルス感染症のため、2022年現在、使用不可能になっている。

## アクセス
- 野伏港より徒歩約15分

## 周囲の施設
- 大浦海水浴場 - 大浦の馬の首と呼ばれる奇岩があるビーチ。
- 中の浦海水浴場 - 岩場に囲まれた穏やかなビーチ。
- 大浦スポーツ広場 - バスケットゴールやテニスコートなどがある広場。